# Szabó Dorottya (röplabdázó)
Szabó Dorottya, ismertebb nevén Szabó Dorka (Budapest, 1989. január 8. –) magyar strandröplabda versenyző, edző. Az TV2-n futó Exatlon című műsor versenyzője és bronzérmese, korábban NB1-es teremröplabda játékos.

## Életpályája
Gödöllőn a Petőfi Sándor Általános Iskolába járt, érettségit a Patrona Hungariae Gimnáziumban szerzett Budapesten a IX. kerületben. Majd felvételt nyert és diplomát szerzett a Testnevelési Egyetemen (akkori nevén Semmelweis Egyetem Testnevelési és Sporttudományi kara), ekkor fordult érdeklődése a versenysporton kívül a sportággal kapcsolatos tudományos háttér felé. Az egyetem évek alatt kutatási területe a strandröplabda hazai helyzetének bemutatása volt külföldi példákon keresztül. Mindemellett a televízióban, és a közösségi médiában szerzett ismertségét edukációs és egészségtudatossági célokra is használja, felhívva a figyelmet az utánpótlás képzés fontosságára, és a táplálkozási problémák szerepére modern társadalmunkban. Szabadidejében lelkes színházlátogató és könyvgyűjtő.

## Sportpályafutása
Teremröplabdában legnagyobb sikereit az UTE színeiben érte el, amellyel bajnoki és Magyar Kupa-bronzéremig jutott.
Képességei kiteljesedését azonban strandröplabda hozta el neki: a Gödöllői RC, majd az ÓSSC színeiben versenyezve 2019-ben a grúziai olimpiai selejtezőben képviselte hazánkat, emellett a legendás bibionei Beachvolley Marathonon 2018-ban először magyar aranyérmet szerző női csapat tagja volt. A World Tour-versenyen 9., MEVZA-tornán pedig kétszer is 5. helyig jutott. Az országos bajnokságok döntőiben eddig három ezüstérmet és egy bronzot szerzett – 2015 óta minden évben bejutott az elődöntőbe –, de nyert már két OB-fordulót és Egyetemi Bajnokságot is, három alkalommal.
Ezen eredményei mellett olyan innovatív sportok úttörője is, mint a hazánkban kevéssé ismert hóröplabda vagy a teqvoly.

## Sporteredményei

### Strandröplabda

#### Magyar
Klubok: UTE, Gödöllői RC, ÓSSC, Strandsport SE
Egyetemi és Főiskolai Magyar Bajnokság
- 2010 – Pethe Sárival – Bajnok
- 2013 – Lutter Eszterrel – Bajnok
- 2014 – Molcsányi Ritával – Bajnok

Felnőtt Magyar Bajnokság
Ezüst
- 2017
- 2018
- 2019

Bronz
- 2014
- 2016
- 2021

#### Külföld
- Kontinentális Kupa ( Grúzia ) 2019 – Olimpiai Selejtező csoport 3. hely
- Bibione Beachvolleyball Marathon 2019 – Győzelem  (Háfra Dominika, Bálint Melinda)
- MEVZA – Közép Európa Liga 5.hely (2018 Portoroz (Háfra Dominika), 2019, Ljubljana (Győri Panna))
- World Tour TOP 10 (egy csillag) 2019 – Thailand

### Teremröplabda
Klubok: KÖZGÁZ SC, TFSE, Palota RSC, Budai XI. SE, BSE, UTE, Budaörsi DSE
- Magyar Bajnokság: 3.hely
- Magyar Kupa: 3.hely
- Egyetemi és Főiskolai Országos Bajnokság: 1. hely

## Díjai, elismerései
- Az év strandröplabdázója 2019 – Közönségdíj

## Filmek és tévéműsorok
- Exatlon  TV2  (2020) 79 versenynap/adás
- Nagy Vagy! TV2 (2020) 6 adás[5]
- Nagy Vagy! TV2 (2021) 6 adás[6]
- Exatlon All Star évad (2022) 54 versenynap/adás